# 小行星6402
小行星6402（英語：6402 Holstein）是一颗围绕太阳公转的小行星。1991年4月9日，佛蒙特·伯根在陶腾堡发现了此天体。
这颗小行星的绝对星等为239.6697292350846等。